# 书念

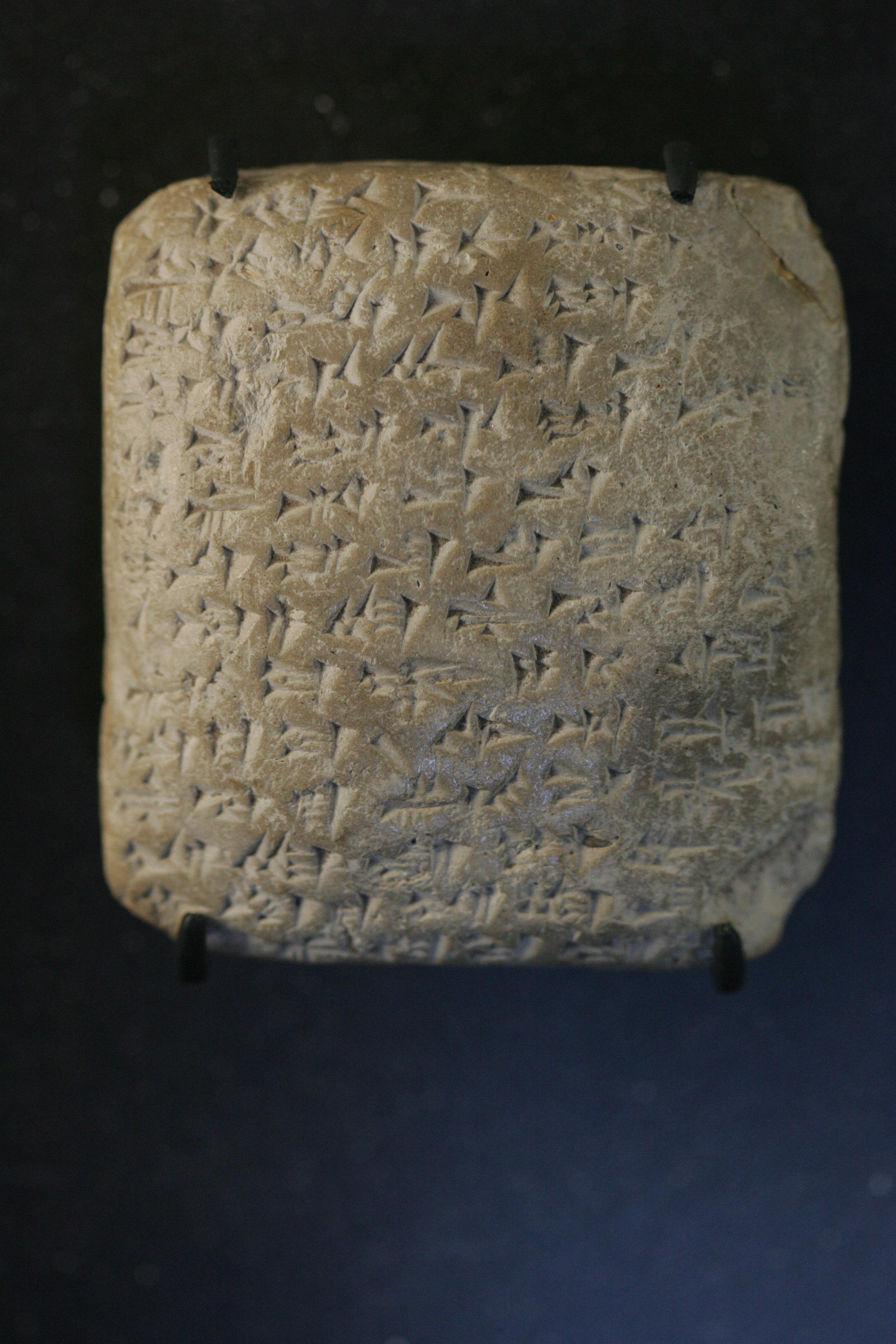
阿馬爾奈文書中提到書念

书念（希伯來語：‎），是圣经中的村庄。該村，位于以萨迦支派，耶斯列以北，基利波山以南。  
书念，是遭埃及法老图特摩斯三世和舍順克一世征服的城镇之一。  
书念今天的地名是Solem。
| M8 | N35 · G1 | Aa15 · D38 |

| M8 | N35 · G1 | Aa15 · D38 |

| N37 · N35 | G1 | Aa15 · D38 |

| N37 · N35 | G1 | Aa15 · D38 |

## 聖經中的紀載
- 非利士人在书念安营抵抗以色列第一位国王扫罗[5]；
- 大卫年老时的侍女亚比煞来自书念[6]；
- 先知以利沙在书念受到一位富有妇女的款待，后来以利沙使他的儿子复活。[7]